# Observatorio meteorológico aeronáutico
Observatorio meteorológico situado en aeródromos, cuyo principal fin es la obtención de variables meteorológicas útiles para la navegación aérea, facilitando datos sobre la situación del propio aeródromo y elaborando informes sobre las zonas que componen las rutas aeronáuticas. 
Para ello, se instala cerca de la pista de aterrizaje un jardín meteorológico aeronáutico con la instrumentación electrónica necesaria. Completa el observatorio una oficina, a la que llegan los datos del jardín mediante cableado. En la oficina se encuentran los dispositivos necesarios para la recepción de estos datos, su cifrado en partes METAR o SPECI y envío.
Todo lo referente a meteorología aeronáutica está sometido al dictado de la Organización de Aviación Civil Internacional, OACI.
- Datos: Q2886356